# Ingegneria della superficie
Per ingegneria della superficie si intende l'insieme di tecniche e conoscenze che permettono la modifica e il trattamento della superficie o della regione limitrofa di un materiale per permettere alla stessa di svolgere determinate funzioni che, in genere, sono differenti da quelle desiderate per il bulk del materiale.
La superficie di un materiale è la regione che lo separa dall'ambiente in cui questo viene utilizzato ed è caratterizzata dall'avere un contenuto energetico differente rispetto al bulk del materiale nonché, in alcuni casi, da una diversa composizione chimica sia a causa dei processi di formatura e lavorazione sia per il contatto con l'ambiente.
Lo scopo di questa disciplina, quindi, è quello di manipolare una data superficie per migliorare la sua funzionalità: si vogliono ottenere determinate proprietà superficiali in modo tale, ad esempio, da aumentare la durabilità dell'oggetto, permetterne l'utilizzo in determinate condizioni e in generale migliorarne le prestazioni garantendo al tempo stesso l'efficienza dei costi. Essa può venire anche modificata per scopi puramente decorativi o per migliorarne l'aspetto estetico. 
Il processo di funzionalizzazione o modifica di una superficie può venire effettuato in due modi: attraverso l'applicazione di coating al materiale di partenza oppure mediante una vera e propria modifica topologica della superficie stessa. In questo modo si possono controllare determinate proprietà chimiche e/o fisiche, ad esempio proprietà meccaniche, termiche, elettriche, ottiche e molte altre.